# Saint-Crépin-Ibouvillers (commune déléguée)
Pour les articles homonymes, voir Saint-Crépin.
Saint Crépin-Ibouvillers est une ancienne commune française située dans le département de l'Oise en région Hauts-de-France.

## Géographie
La commune de Saint-Crépin-Ibouvillers est située en France, dans le Bassin parisien, au sud de la région Hauts-de-France en limite nord du Val-d'Oise. Elle appartient historiquement à la région du pays de Thelle. Saint Crépin-Ibouvillers est située à 5 km au nord-ouest de Méru, à 16 km à l'est de Chaumont-en-Vexin, à 23 km au sud de Beauvais et à 27 km au nord de Pontoise.
La superficie du village est de 14,43 km2 (1 443 hectares), soit environ la taille moyenne d'une commune de France métropolitaine. Son altitude moyenne est de 134 m soit un peu plus élevée que la moyenne départementale.
| Montherlant    | Ressons-l'Abbaye         | Corbeil-Cerf |
| Pouilly        | Saint Crépin-Ibouvillers | Lormaison    |
| Ivry-le-Temple | Villeneuve-les-Sablons   | Méru         |

## Histoire
L'histoire de Saint-Crépin-Ibouvillers remonte aux Gaulois. Elle est bordée à l'est de l'ancienne voie romaine dite « de la Reine Blanche ». La commune dépendait jadis de la seigneurie de Marivaux. Au Moyen Âge, une partie de la commune formait la seigneurie de Marivault qui par mariage passa à la maison de l'Isle-Adam au Xve siècle. L'autre partie formait la seigneurie d'Haillancourt, cette dernière fut vendue au chapitre de la cathédrale de Beauvais au XIVe siècle.
Au 1er janvier 2016, la commune a fusionné avec sa voisine Montherlant pour donner naissance à la commune nouvelle nommée également Saint-Crépin-Ibouvillers,. Les deux communes fusionnées sont à cette occasion devenues des communes déléguées.

## Politique et administration

### Liste des maires
| Période                                  | Période       | Identité         | Étiquette | Qualité |
| ---------------------------------------- | ------------- | ---------------- | --------- | --- |
| Les données manquantes sont à compléter. |               |                  |           | |
| 1892                                     | 1903          | Charles Ozanne   |           | |
| 1903                                     | mai 1904      | Henri Galmel     |           | |
| mai 1904                                 | mai 1912      | Casimir Doudelle |           | |
| mai 1912                                 | décembre 1919 | André Doudelle   |           | |
| décembre 1919                            | mai 1925      | Henri Galmel     |           | |
| mai 1925                                 | mai 1929      | Joseph Houlet    |           | |
| mai 1929                                 | mai 1935      | Jules Raphy      |           | |
| mai 1935                                 | octobre 1947  | Louis De Carrere |           | |
| octobre 1947                             | mars 1965     | Pierre Ricour    |           | |
| mars 1965                                | 1967          | Francis Feraud   |           | |
| 1967                                     | mars 1989     | Marcel Genty     |           | |
| mars 1989                                | décembre 2014 | Alain Letellier  | UMP       | Maire de la commune nouvelle de Saint-Crépin-Ibouvillers (2015 → ) Conseiller général de Méru (1982 → 2015) Conseiller départemental de Chaumont-en-Vexin (2015 → ) Président de la communauté de communes des Sablons (1992 → ) |

### Jumelages
Langdorf (Allemagne) depuis 2002.

## Démographie

### Évolution démographique
L'évolution du nombre d'habitants est connue à travers les recensements de la population effectués dans la commune depuis 1793. À partir du 1er janvier 2009, les populations légales des communes sont publiées annuellement dans le cadre d'un recensement qui repose désormais sur une collecte d'information annuelle, concernant successivement tous les territoires communaux au cours d'une période de cinq ans. 
Pour les communes de moins de 10 000 habitants, une enquête de recensement portant sur toute la population est réalisée tous les cinq ans, les populations légales des années intermédiaires étant quant à elles estimées par interpolation ou extrapolation. Pour la commune, le premier recensement exhaustif entrant dans le cadre du nouveau dispositif a été réalisé en 2005,.
En 2014, la commune comptait 1 483 habitants, en évolution de +24 % par rapport à 2009 (Oise : +2,14 %, France hors Mayotte : +2,49 %).
| 1793 | 1800 | 1806 | 1821 | 1831 | 1836 | 1841 | 1846 | 1851 |
| ---- | ---- | ---- | ---- | ---- | ---- | ---- | ---- | ---- |
| 700  | 646  | 729  | 687  | 674  | 681  | 650  | 700  | 703  |

| 1856 | 1861 | 1866 | 1872 | 1876 | 1881 | 1886 | 1891 | 1896 |
| ---- | ---- | ---- | ---- | ---- | ---- | ---- | ---- | ---- |
| 697  | 670  | 637  | 588  | 664  | 681  | 653  | 702  | 698  |

| 1901 | 1906 | 1911 | 1921 | 1926 | 1931 | 1936 | 1946 | 1954 |
| ---- | ---- | ---- | ---- | ---- | ---- | ---- | ---- | ---- |
| 745  | 849  | 846  | 712  | 777  | 788  | 709  | 628  | 636  |

| 1962 | 1968 | 1975 | 1982 | 1990 | 1999  | 2005  | 2010  | 2014  |
| ---- | ---- | ---- | ---- | ---- | ----- | ----- | ----- | ----- |
| 575  | 576  | 643  | 629  | 747  | 1 038 | 1 167 | 1 207 | 1 483 |

### Pyramide des âges
La population de la commune est relativement jeune. Le taux de personnes d'un âge supérieur à 60 ans (16,3 %) est en effet inférieur au taux national (21,6 %) et au taux départemental (17,5 %). À l'instar des répartitions nationale et départementale, la population féminine de la commune est supérieure à la population masculine. Le taux (52,9 %) est supérieur au taux national (51,6 %).
La répartition de la population de la commune par tranches d'âge est, en 2007, la suivante :
- 47,1 % d’hommes (0 à 14 ans = 24,4 %, 15 à 29 ans = 19,5 %, 30 à 44 ans = 24,7 %, 45 à 59 ans = 21,6 %, plus de 60 ans = 9,8 %) ;
- 52,9 % de femmes (0 à 14 ans = 20,8 %, 15 à 29 ans = 16,4 %, 30 à 44 ans = 24,8 %, 45 à 59 ans = 15,9 %, plus de 60 ans = 22,2 %).

| Hommes | Classe d’âge | Femmes |
| ------ | ------------ | ------ |
| 0,9    | 90 ans ou +  | 4,2    |
| 2,9    | 75 à 89 ans  | 12,5   |
| 6,0    | 60 à 74 ans  | 5,5    |
| 21,6   | 45 à 59 ans  | 15,9   |
| 24,7   | 30 à 44 ans  | 24,8   |
| 19,5   | 15 à 29 ans  | 16,4   |
| 24,4   | 0 à 14 ans   | 20,8   |

| Hommes | Classe d’âge | Femmes |
| ------ | ------------ | ------ |
| 0,2    | 90 ans ou +  | 0,8    |
| 4,5    | 75 à 89 ans  | 7,1    |
| 11,0   | 60 à 74 ans  | 11,5   |
| 21,1   | 45 à 59 ans  | 20,7   |
| 22,0   | 30 à 44 ans  | 21,6   |
| 20,0   | 15 à 29 ans  | 18,5   |
| 21,3   | 0 à 14 ans   | 19,9   |

## Culture locale et patrimoine

### Monument historique

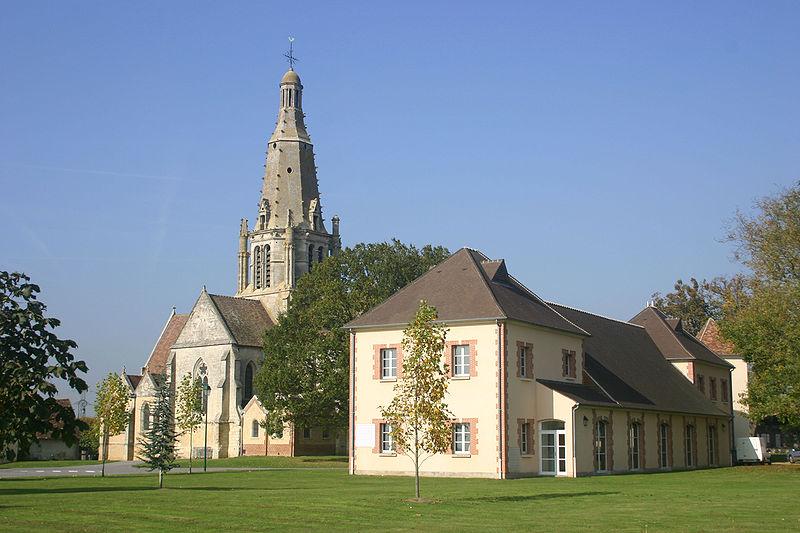
L'église Saint-Crépin-et-Saint-Crépinien et le centre culturel Philippe-de-l'Isle.

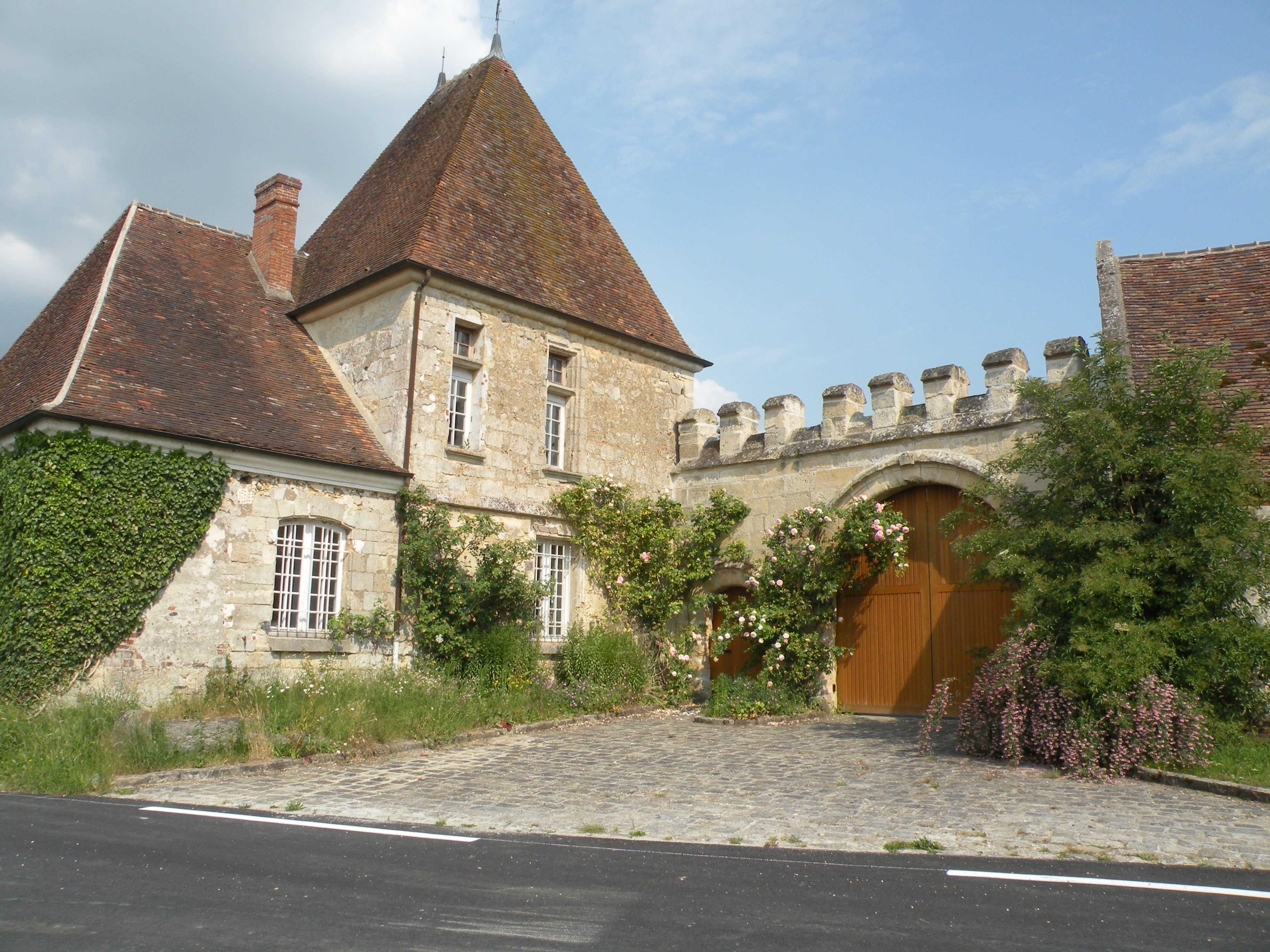
La ferme de Marivaux.

Saint-Crépin-Ibouvillers compte un monument historique sur son territoire.
- Église Saint-Crépin-et-Saint-Crépinien, place de l'Église (classée monument historique par arrêté du 30 décembre 1932[12]) : cette église de plan cruciforme se singularise par sa flèche de pierre octogonale du milieu du XVIe siècle, d'une facture lourde et d'une composition singulière, avec un décor librement inspiré de la Renaissance et quelques réminiscences du style gothique flamboyant. À l'intérieur, le chœur et les croisillons du transept sont surtout remarquables pour leurs voûtes d'ogives sexpartites et l'agencement inhabituel des supports, qui conservent en partie leur polychromie ancienne. La construction s'est vraisemblablement échelonnée entre la fin du XIIe siècle et le milieu du XIIIe siècle, et s'est donc achevée en pleine période gothique rayonnant, quand il fut jugé nécessaire de remanier le portail, la fenêtre nord du transept et puis la baie occidentale de la nef dans le nouveau style. La nef a été si profondément remaniée qu'elle ne garde plus aucun caractéristique d'origine. Ses voûtes ont été réalisées après coup au XVIe siècle, et des bas-côtés ont été ajoutés, dont l'un a été démoli à une époque inconnue, puis reconstitué vers 1850. Dans les bas-côtés, l'on remarque les voûtes d'arêtes garnies de fausses ogives en bois[13].

### Autres éléments du patrimoine
- Centre culturel Philippe-de-l'Isle
- Ferme de Marivaux du XIVe siècle
- Château de Marivaux